# Marc Menard
Marc Menard (Québec City, Québec, 12 de Março de 1975) é um ator canadense, mais conhecido por interpretar Michael Krieger na telenovela Watch Over Me. Interpretou Montand no seriado norte-americano Lost. Em 2012, na série Gossip Girl deu vida ao padre monegasco 'Padre Cavalia', que tinha um romance com Beatrice, irmã do Príncipe Louis de Mônaco, que se casou com a personagem Blair.   

## Filmografia
- 2009 Lost como Montand
- 2008 The Boy Next Door como Walsh
- 2008 Yeti: Curse of the Snow Demon como Peyton Marino
- 2007 CSI: NY como Damien Barnes
- 2007 Watch Over Me como Michael Krieger
- 2004 All My Children como Boyd Larraby
- 2004 House MD
- 2003 Ocean Ave. como Lucas Devon